# Luis Cabrera Lobato
Luis Vicente Cabrera Lobato (Zacatlán, Puebla; 17 de julio de 1876 - Ciudad de México, 12 de abril de 1954) fue un abogado, político, diplomático y escritor, crítico, ensayista y poeta mexicano. Para firmar sus ensayos políticos utilizó el seudónimo de Lic. Blas Urrea y para firmar algunas de sus obras literarias utilizó el seudónimo de Lucas Ribera. Su ideología de protección al campesino y sus propuestas fueron la base para el desarrollo de la Ley Agraria promulgada el 6 de enero de 1915 por Venustiano Carranza.

## Estudios
Fue hijo de Cesáreo Cabrera Ricaño y de Gertrudis Lobato. Fue maestro de la escuela rural de Tecomaluca, en el estado de Tlaxcala. Se trasladó a la Ciudad de México para continuar sus estudios en la Escuela Nacional Preparatoria. En 1896, ingresó a la Escuela Nacional de Jurisprudencia, en donde obtuvo la licenciatura de abogado en 1901. Trabajó en el bufete transnacional de William H. McLaren y Rafael Hernández, así como en la oficina de Rodolfo Reyes y Andrés Molina Enríquez.

## Periodista y antirreeleccionista
Colaboró como redactor para el periódico El hijo del Ahuizote, en sus artículos se manifestó en contra del régimen del porfiriato. En 1908, comenzó a utilizar el seudónimo de Lic. Blas Urrea, continuando sus colaboraciones de crítica política en los periódicos Partido Democrático, Diario del Hogar , El Dictamen, La Patria y El Colmillo Público.
En 1908 junto con sus hermanos Federico, Alfonso y Lucio, además de Ezequiel N. Tirado participaron en la organización del Club Central Antirreleccionista de México que poco después se convirtió en el Partido Nacional Antirreeleccionista. Conoció a Jesús Urueta, quien dirigía el Partido Democrático, inició en 1909 una fuerte campaña de crítica contra el presidente Porfirio Díaz y el Partido Científico.

## Docente y político
Fue seguidor de la ideología política de Francisco I. Madero, al iniciar el movimiento armado de la Revolución mexicana, redactó una carta pública a Madero bajo el seudónimo del Lic. Blas Urrea, en la cual exhortaba a continuar el movimiento armado, tratando de finalizar la violencia lo más pronto posible pero sin dar oportunidad a las fuerzas federales de reabastecerse para terminar con el porfiriato, y una vez restablecida la paz, atender los diversos problemas sociales para evitar nuevos brotes armados. Cabrera trató de convencer a Madero de no firmar los Tratados de Ciudad Juárez del 21 de mayo de 1911, aconsejándole proseguir la revolución hasta terminar con los simpatizantes del Porfiriato y los generales del ejército federal. Cuando Porfirio Díaz abandonó el poder, Francisco León de la Barra le ofreció el puesto de subsecretario de Gobernación, pero Cabrera rechazó la oferta y presentó su candidatura como diputado por el XI Distrito Electoral. 
En 1911, Cabrera impartió cátedra de Derecho Civil en su Alma mater. El 20 de abril de 1912, durante el gobierno de Madero, fue nombrado director de la Escuela Nacional de Jurisprudencia de la Universidad Nacional de México, sustituyendo a Pedro Lascuráin.
Fue diputado de la XXVI Legislatura del Congreso de la Unión de México. El gobierno de Madero, recibió duras críticas por una oposición conocida como el Cuadrilátero conformado por Francisco M. de Olaguíbel, José María Lozano, Nemesio García Naranjo y Querido Moheno, quienes atacaron las acciones legislativas maderistas utilizando retórica y exagerando las noticias de rebeliones zapatistas, de anarquía y de bancarrota. Entre ellos, había algunos porfiristas. Cabrera perteneció al Bloque Renovador participando a lado de Serapio Rendón, Jesús Urueta, Roque González Garza, Enrique Bordes Mangel y Francisco Escudero. Este grupo era contrario a la conciliación con los opositores; cuando Madero pretendía la aproximación con los partidos de oposición, el Bloque renovador se indignaba si el presidente cedía a la presión política, entonces la oposición se levantaba de forma amenazadora. Cabrera analizó a fondo el problema agrario y los reclamos de Emiliano Zapata contenidos en el Plan de Ayala, intentó buscar un solución desde su escaño, el 3 de diciembre de 1912 pronunció ante la Cámara de Diputados el discurso sobre la Reconstitución de los Ejidos de los Pueblos como medio de Suprimir la Esclavitud del Jornalero Mexicano, sin embargo sus peticiones no fueron aprobadas.

En la actualidad, ahora que el Gobierno carece o no quiere emplear los medios de represión antiguos, el jornalero es el enemigo natural del hacendado, principalmente en el sur de Puebla, en Morelos, en el Estado de México, bajo la forma del zapatismo; pero esta insurrección tiene principalmente una causa económica. La población rural necesita complementar su salario: si tuviese ejidos, la mitad del año trabajaría como jornalero, y la otra mitad del año aplicaría sus energías a esquilmarlos por su cuenta. No teniéndolos, se ve obligada a vivir seis meses del jornal, y los otros seis meses toma el rifle y es zapatista.
Luis Cabrera, 3 de diciembre de 1912.

Años más tarde la propuesta de Cabrera influyó notablemente en la redacción del artículo 27 constitucional en torno a la cuestión agraria.
En enero de 1913 el Bloque Renovador pidió a Madero proseguir por el camino de la Revolución, pues la contrarrevolución organizada por Bernardo Reyes y Félix Díaz había cobrado mucha fuerza, pero el presidente optó por buscar una solución pacífica. Cabrera decidió viajar a Nueva York con su familia. El 21 de febrero de 1913, al enterarse de los asesinatos de Francisco I. Madero y de José María Pino Suárez, envió su renuncia como director de la Escuela Nacional de Jurisprudencia al secretario de Instrucción. Se trasladó a España en donde permaneció varios meses, hasta que decidió regresar a apoyar el movimiento de Venustiano Carranza contra el gobierno de Victoriano Huerta.

## Carrancista
Se unió al movimiento del Ejército Constitucionalista el 19 de diciembre de 1913 en Nogales, Sonora. En enero de 1914, Carranza lo envió a Washington D. C. para negociar el embargo de armas que había impuesto el gobierno de Woodrow Wilson, sin embargo el Departamento de Estado de los Estados Unidos condicionó la negociación solicitando la convocatoria de elecciones antes del derrocamiento del gobierno huertista y el permiso para cruzar la frontera México-Estados Unidos con tropas estadounidenses bajo el argumento de proteger a los ciudadanos estadounidenses que habitaban en México. Cuando Carranza escuchó las peticiones respondió de forma negativa y dio por terminada las negociaciones. Cabrera participó en la Convención Militar celebrada el 2 de octubre de 1914 en la Ciudad de México, e intentó convencer a Emiliano Zapata para que éste depusiera las armas, pero no logró su objetivo. En diciembre de 1914, Carranza nombró a Cabrera titular de la Secretaría de Hacienda, puesto que ejerció hasta el 30 de abril de 1917.

## Diputado
A finales de 1916 y principios de 1917, participó en la comisión binacional que discutió y negoció la problemática generada por la invasión al territorio mexicano de las fuerzas comandadas por el general John J. Pershing en la Expedición Punitiva contra Francisco Villa, aunque las fuertes reclamaciones realizadas por Venustiano Carranza dieron fin a las conferencias el 6 de enero de 1917. Cabrera fue diputado de la XXVII Legislatura y en abril de 1919, fue nombrado nuevamente secretario de Hacienda, desempeñando el puesto hasta la muerte de Venustiano Carranza ocurrida en Tlaxcalantongo en mayo de 1920.

## Destierro, asesor presidencial y muerte
Se manifestó abiertamente en contra de los gobiernos de Álvaro Obregón, de Plutarco Elías Calles y del camino que tomó la Revolución mexicana. El 30 de enero de 1931, pronunció el discurso El balance de la Revolución en la Biblioteca Nacional de México condenando el Pacto de Sonora, por tal motivo, el presidente Pascual Ortiz Rubio ordenó su captura y destierro a Guatemala en donde permaneció del 10 de mayo al 24 de junio. En 1933, el Partido Nacional Antirreleccionista le ofreció la candidatura presidencial, pero la rechazó.
Durante el desarrollo de la Segunda Guerra Mundial, Manuel Ávila Camacho lo designó responsable de la Junta de Intervención de los Bienes del Enemigo. En 1945 fue postulado como candidato a la presidencia de la República por el Partido Acción Nacional, sin embargo declinó su candidatura el 5 de febrero de 1946. Fue asesor presidencial de Adolfo Ruiz Cortines. Murió el 12 de abril de 1954, en la Ciudad de México. Su nombre ha sido propuesto para ser inscrito en letras de oro en el Salón de Sesiones de la Cámara de Diputados del H. Congreso de la Unión en diciembre de 1987 y en marzo de 2005. Fue Presidente de la Academia Mexicana de Derecho Internacional.

## Publicaciones
- La herencia de Carranza, de 1920.
- Obras políticas del Lic. Blas Urrea, de 1921.
- Musa peregrina, poesía de 1921; edición privada de mil cien ejemplares, no destinados a la venta; el prólogo que escribiría Ramón López Velarde terminó por convertirse, por la muerte prematura de este autor, en una "Página en blanco"; el libro incluye traducciones de poesía del inglés (textos anónimos, William D. Howells, Sara Teasdale, Phoebe H. Gilkyson, C. Y. Glenn, Rudyard Kipling, Oscar Wilde, James Whitcomb Riley, Rabindranath Tagore), del francés (Sully Prudhomme, Paul Geraldy), del italiano (Lorenzo Stecchetti, Giovanni Pascoli) y del catalán (Ramón Basegoda y Miquel Oliver) (en cada caso, el original en la lengua extranjera se halla frente a la traducción correspondiente), además de poemas propios.[Nota 1]
- El balance de la Revolución, conferencia del 30 de enero de 1931.
- Las manzanas de Zacatlán, ensayo de 1940.
- El matrimonio, ensayo de 1951.
- Veinte años después: El balance de la Revolución. La campaña presidencial de 1934. Las dos revoluciones, de 1951.
- Obra jurídica, compilación publicada en 1972.
- Obra literaria, compilación publicada en 1974.
- Obra política, compilación publicada en 1975.
- Diccionario de aztequismos, inconcluso (revisión y publicación de J. Ignacio Dávila Garibi).[20]